# Carlos Arniches
Carlos Arniches Barrera (Alicante, 11 de octubre de 1866-Madrid, 16 de abril de 1943) fue un comediógrafo español de la generación del 98. Fecundo autor de sainetes y comedias, se recuerda sobre todo como pintor de los ambientes populares de Madrid, cuyo chulesco y castizo lenguaje supo recrear de forma inimitable, inspirándose en la zarzuela y en el teatro por horas del siglo XIX.

## Biografía

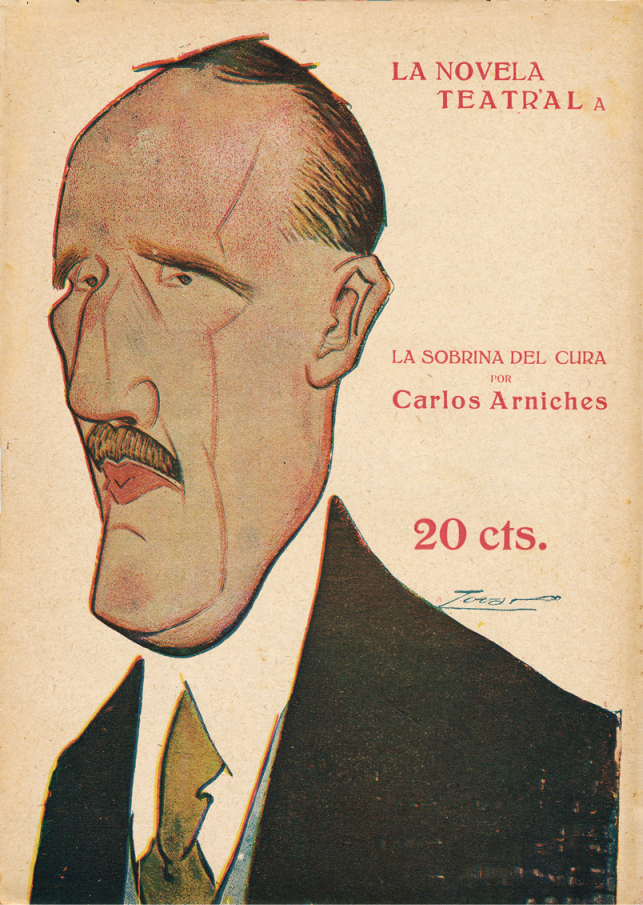
Caricaturizado por Tovar (1916)

Nacido en Alicante en 1866 en el seno de una familia modesta (su padre era empleado de una fábrica de tabacos), en 1880 se traslada con sus padres a Barcelona. En 1885 marcha a Madrid y comienza a estudiar Derecho.
En 1894 se casa con Pilar Moltó, con la que tuvo cinco hijos, entre ellos Carlos Arniches Moltó, arquitecto. En 1936 abandona España y se traslada a Buenos Aires. Regresa a España en 1940, acabada la contienda civil. Falleció en Madrid en 1943 en su domicilio de la calle Monte Esquinza n.º 14, donde una placa conmemorativa le recuerda.
Los peculiares personajes madrileños de su teatro son interpretados siempre hablando de una forma característica muy redicha y con la sílaba recortada, pese a que la intención del autor era caricaturizar ese madrileñismo de baja estofa que, sin embargo, tan bien supo destilar.
Recogió algunos de sus sainetes en Del Madrid castizo y creó un género cómico nuevo que denominó tragedia grotesca, donde expresaba sus inquietudes sociales y regeneracionistas:en palabras del mismo autor, aspiraba «a estimular las condiciones generosas del pueblo y hacerles odiosos los malos instintos, nada más».
Destacan especialmente Es mi hombre (1921), sátira del machismo y La señorita de Trevélez (1916), donde se critica a la juventud burguesa, ociosa y desocupada, que con sus crueles bromas no toma en consideración los sentimientos de los demás .
En política militó en el carlismo y en 1910 fue candidato a diputado a Cortes, pero no logró obtener escaño.

## Obra
Obras completas

### Poemas
- «A Zorrilla», Homenaje a Zorrilla por la Sociedad Calderón de la Barca. Alicante, 1893.
- «Un pecado mortal», en Madrid Cómico. Madrid, 1-IV-1893.
- «¡Quién fuera chino!», en Madrid Cómico. Madrid, 15-IV-1893.
- [Poema], El Heraldo de Madrid. Madrid, 18-IX-1894.
- «No le tapes la cara», en Gente Vieja. Madrid, 20-II-1901.

### Teatro

El tío de Alcalá (zarzuela, 1906).

- Casa editorial (1888, con Gonzalo Cantó Vilaplana)
- La verdad desnuda (1888, con Gonzalo Cantó Vilaplana y Apolinar Brull Ayerra)
- Las manías (1888, con Gonzalo Cantó Vilaplana)
- Ortografía (1888, con Gonzalo Cantó Vilaplana)
- El fuego de San Telmo (1889, con Gonzalo Cantó Vilaplana y Apolinar Brull Ayerra)
- Panorama nacional (1889, con Celso Lucio)
- Sociedad secreta (1889, con Celso Lucio y Sinesio Delgado)
- Las guardillas (1890, con Gonzalo Cantó Vilaplana)
- Calderón (1890, con Celso Lucio)
- Nuestra señora (1890)
- La leyenda del monje (1890, con Gonzalo Cantó Vilaplana)
- ¡Victoria! (1891, con Manuel de Labra)
- Candidato independiente (1891, con Gonzalo Cantó Vilaplana)
- Los secuestradores (1892, con Celso Lucio)
- Los aparecidos (1892, con Celso Lucio)
- Las campanadas (1892, con Gonzalo Cantó Vilaplana y Celso Lucio)
- Los mostenses (1892, con Gonzalo Cantó Vilaplana y Celso Lucio)
- El gran capitán (1892, con Celso Lucio, Enrique Ayuso y Manuel de Labra)
- Vía libre (1893, con Celso Lucio)
- Los descamisados (1893, con José López Silva)
- El brazo derecho (1893, con Celso Lucio)
- El reclamo (1893, con Celso Lucio)
- Los puritanos (1894, con Celso Lucio)
- El pie izquierdo (1894, con Celso Lucio))
- Las amapolas (1894, con Celso Lucio)
- Tabardillo (1895, con Celso Lucio)
- El cabo primero (1895, con Celso Lucio)
- El otro mundo (1895, con Joaquín Abati)
- El príncipe heredero (1896, con Celso Lucio)
- El coche correo (1896, con José López Silva)
- Los cándidos (1896, con Celso Lucio)
- Las malas lenguas (1896, con Celso Lucio)
- El jefe del movimiento (1896, con Manuel de Labra)
- Las peluconas (1896, con Gonzalo Cantó Vilaplana)
- Los bandidos (1896, con Celso Lucio)
- La banda de trompetas (1896)
- Los conejos (1897, con Celso Lucio)
- El plan de ataque (1897, con Celso Lucio y Julio Pardo)
- El Arco Iris (1897, con Celso Lucio y Enrique García Álvarez)
- Los camarones (1897 , con Celso Lucio)
- La guardia amarilla (1897, con Celso Lucio)
- El santo de la Isidra (1898)
- La fiesta de San Antón (1898)
- Instantáneas (1899, con José López Silva)
- El último chulo (1899, con Celso Lucio)
- La cara de Dios (1899)
- El escalo (1900, con Celso Lucio)
- María de los Ángeles (1900, con Celso Lucio)
- Sandías y melones (1900)
- El corneta de órdenes (1900)
- El siglo XIX (1901, con Sinesio Delgado y José López Silva)
- El tío de Alcalá (1901)
- Doloretes (1901)
- Los niños llorones (1901, con Antonio Paso y Cano y Enrique García Álvarez)
- La muerte de Agripina (1902, con Enrique García Álvarez)
- La divisa (1902)
- Gazpacho andaluz (1902)
- San Juan de Luz (1902, con José Jackson Veyán)
- El puñao de rosas (1902, con Ramón Asensio Mas)
- Los granujas (1902, con José Jackson Veyán)
- La canción del náufrago (1903, con Carlos Fernández Shaw)
- El terrible Pérez (1903, con Enrique García Álvarez)
- Colorín, colorao (1903, con José Jackson Veyán)
- Los chicos de la escuela (1903, con José Jackson Veyán)
- Los pícaros celos (1904, con Carlos Fernández Shaw)
- El pobre Valbuena (1904, con Enrique García Álvarez)
- El paraíso de los niños (1904, con Sinesio Delgado)
- Las estrellas (1904)
- Los guapos (1905, con José Jackson Veyán)
- El perro chico (1905, con Enrique García Álvarez)
- La reja de la Dolores (1905, con Enrique García Álvarez)
- El iluso Cañizares (1905, con Enrique García Álvarez y Antonio Casero y Barranco)
- El maldito dinero (1906, con Carlos Fernández Shaw)
- El pollo Tejada (1906, con Enrique García Álvarez)
- La pena negra (1906)
- El distinguido sportsman (1906, con Enrique García Álvarez)
- La noche de Reyes (1906)
- La edad de hierro (1907, con Enrique García Álvarez y Ramón Asensio Mas)
- La gente seria (1907, con Enrique García Álvarez)
- La suerte loca (1907, con Enrique García Álvarez)
- Alma de Dios (1908, con Enrique García Álvarez)
- La carne flaca (1908, con José Jackson Veyán)
- El hurón (1908, con Enrique García Álvarez)
- Felipe segundo (1908, con Enrique García Álvarez)
- La alegría del batallón (1909, con Félix Quintana)
- El método Górritz (1909, con Enrique García Álvarez)
- Mi papá (1910, con Enrique García Álvarez)
- El trust de los tenorios (1910, con Enrique García Álvarez)
- La primera conquista (1910, con Enrique García Álvarez)
- La miel de la vida (1910, con Enrique García Álvarez)
- El espanto de Muñiz (1910, con Enrique García Álvarez)
- Genio y figura (1910, con Joaquín Abati, Antonio Paso y Cano y Enrique García Álvarez)
- El amo de la calle (1910, con José López Silva)
- El género alegre (1911, con Ramón Asensio Mas)
- Gente menuda (1911, con Enrique García Álvarez)
- El premio Nobel (1911, con Joaquín Abati)
- El príncipe Casto (1912, con Enrique García Álvarez)
- El cuarteto Pons (1912, con Enrique García Álvarez)
- El fresco de Goya (1912, con Enrique García Álvarez y Antonio Domínguez)
- La pobre niña (1912)
- La gentuza (1913, con Enrique García Álvarez)
- La piedra azul (1913)
- El amigo Melquíades, o Por la boca muere el pez (1914)
- Las aventuras de Max y Mino, o ¡Qué tontos son los sabios! (1914, con José Jackson Veyán)
- La corte de Risalia (1914, con Antonio Paso y Cano)
- La sombra del molino (1914)
- La sobrina del cura (1914)
- La casa de Quirós (1914)
- Café solo (1914, con Joaquín Abati)
- El chico de las Peñuelas, o No hay mal como el de la envidia (1915)
- La estrella de Olympia (1915)
- Serafín, el pinturero, o Contra el querer no hay razones (1916, con Juan Gómez Renovales)
- La señorita de Trevélez (1916)
- La venganza de la Petra, o Donde las dan, las toman (1917)
- La mujer artificial, o La receta del doctor Miró (1918, con Joaquín Abati)
- ¡Que viene mi marido! (1918)
- El agua del manzanares, o Cuando el río suena (1918)
- La flor del barrio (1919)
- Las lágrimas de la Trini (1919, con Joaquín Abati)
- Las grandes fortunas (1919, con Joaquín Abati)
- Los caciques (1920)
- No te ofendas, Beatriz (1920, con Joaquín Abati)
- El conde de Lavapiés, o No hay fuerza contra la astucia (1920, con Alfredo Trigueros Candel)
- La maña de la mañica (1920, con Joaquín Abati y Pedro García Marín)
- La chica del gato (1921)
- Mariquita la Pistajo, o No hay bien como la alegría (1921)
- La heroica villa (1921)
- Es mi hombre (1921)
- El mirar de sus ojos (1922)
- Maldito Charlestón (1922)
- La hora mala (1922)
- La tragedia de Marichu (1922)
- La moza de Esquivias (1923, con Gregorio Martínez Sierra)
- La locura de Don Juan (1923)
- Ángela María (1924, con Joaquín Abati)
- Los milagros del jornal (1924)
- La dichosa honradez (1924, con Antonio Estremera)
- El camino de todos (1924, con Antonio Estremera)
- Don Quintín, el amargao, o El que siembra vientos (1924, con Antonio Estremera)
- Los maestros canteros (1924, con Antonio Estremera)
- La risa de Juana (1924)
- Rositas de olor (1924)
- ¡Qué hombre tan simpático! (1925, con Antonio Paso y Cano y Antonio Estremera)
- El tío Quico (1925, con Juan Aguilar Catena)
- La cruz de Pepita (1925)
- ¡Adiós, Benítez! (1925, con Emilio Sáez)
- El señor Pepe el templao, o La mancha de la mora... (1925, con Antonio Estremera)
- El tropiezo de la Nati, o Bajo una mala capa (1925, con Antonio Estremera)
- Los celos me están matando (1926, con Antonio Paso y Cano y Antonio Estremera)
- Los pasionales (1926)
- El último mono, o El chico de la tienda (1926)
- ¡Mecachis, qué guapo soy! (1926)
- En Aragón hi nacido (1926, con Pedro García Marín)
- Me casó mi madre, o Las veleidades de Elena (1927)
- El señor Adrián, el primo, o ¡Qué malo es ser bueno! (1927)
- La piel del lobo (1928)
- El solar de mediacapa (1928)
- La cárcel modelo, o La venganza de un malvado (1929, con Joaquín Abati)
- Para ti es el mundo (1929)
- Coplas de Ronda (1929, José de Lucio)
- ¡La condesa está triste...! (1930)
- El señor Badanas (1930)
- Los chamarileros (1930, con Joaquín Abati y José de Lucio)
- La princesa tarambana (1931, con Joaquín Abati)
- Vivir de ilusiones (1931)
- La diosa ríe (1931)
- Las dichosas faldas (1933)
- Cuidado con el amor (1933)
- Las doce en punto (1933)
- El casto don José (1933)
- Peccata mundi (1934, con Antonio Estremera)
- La tragedia del pelele (1935)
- Bésame, que te conviene (1936, con Antonio Estremera)
- Mari Eli (1936, con Jesús Garay)
- Yo quiero (1936)
- El Padre Pitillo (1937)
- El tío Miserias (1938)
- La fiera dormida (1938)
- La Guapa del Carrascal (1940)
- El hombrecillo (1941)
- Ya conoces a Poquita (1942)
- Don Verdades (1943)

### No ficción
Artículos
- Ocho años de ausencia, en El Liberal, Alicante, 11 de marzo de 1888
- Una disección, en El Liberal. Alicante, 7 de octubre de 1888
- L'assomoin, en Alicante Cómico. Alicante, 11 de marzo de 1888
- La poesía, en Alicante Cómico. Alicante, 25 de marzo de 1888
- El crítico, en Alicante Cómico. Alicante, 16 de abril de 1888
- [Artículo], El Heraldo de Madrid. Madrid, 1 de agosto de 1895
- Recuerdo, en El Correo. Alicante, 1 de agosto de 1923
- Su mejor día del año, en Blanco y Negro. Madrid, 1 de enero de 1927
- Anécdota de la niñez, en El Correo. Alicante, 31 de diciembre de 1930
- Mi Foguera, en Diario de Alicante. Alicante, 19 de junio de 1934
- Alicante, en Festa. Junio de 1936

Biografías
- Cartilla y cuaderno de lectura. Trazos de un reinado (1887)

Discursos
- El Alma Popular de España (1942). Conferencia dada en el Real Colegio de San Antón, en sesión que presidió el Excmo. y Reverendísimo Sr. Nuncio de S.S. el día 18-IV-1942

Epistolario
- A Diario de Alicante. Alicante, 20 de agosto de 1908
- A D. Florentino de Elizaicin, en El Correo. Alicante, 28 de mayo de 1913
- A D. Enrique Limiñana Anglés, en El Tiempo. Alicante, 23 de marzo de 1920
- A D. Eduardo García Marcilli, en El Día. Alicante, 17 de noviembre de 1921
- Al mismo, en El Periódico Para Todos. Alicante, 28 de diciembre de 1921
- A D. Gonzalo Mengual, en Diario de Alicante. Alicante, 15 de enero de 1931
- A D. Francisco Figueras Pacheco, en Anales del Centro de Cultura Valenciana, n.º; 30. Valencia, 1952
- A D. Carlos Fernández Shaw (23 cartas), en Revista de Literatura, números 43-44. Madrid, C.S.I.C., 1962

## Técnica teatral
Arniches dominaba la técnica teatral y los recursos cómicos de la acción, y sus comedias son ágiles y entretenidas; sabía bien cómo mezclar la tragedia y lo jocoso, y cómo sacar partido de cualquier situación dramática, no solo por su vis cómica y por su magistral uso del lenguaje, aunque se le reprocha que triture la gramática y el vocabulario y su abuso de los ambientes vulgares. Colaboró también como libretista de zarzuelas para los maestros Ruperto Chapí, Federico Chueca y José Serrano (El trust de los tenorios, en 1910 y El amigo Melquíades, 1914). Además se vio afortunadamente en otros géneros, como el género ínfimo o la opereta, y por su fama tan dilatada obtuvo una calle en Madrid, que fue quitada durante la Guerra Civil por su ideología. Algo similar ocurrió con su calle alicantina, que perdió su denominación en 1937, siéndole retirada también la placa conmemorativa de su casa natal.

## Filmografía parcial
- Don Quintín el amargao (1935) (obra teatral/existe una primera versión muda de 1925)
- Centinela Alerta (1937)
- La casa de Quirós (1937)
- La canción que tú cantabas (1939) (obra teatral)
- El jefe máximo (1940)
- ¡Que viene mi marido! (1940) (obra teatral)
- Alma de Dios (1941) (diálogo) (obra teatral)
- Para ti es el mundo (1941) (obra teatral)
- El más infeliz del pueblo (1941) (obra teatral)
- ¡Así se quiere en Jalisco! (1942) (novela)
- Bruma en el Riachuelo (1942)
- La chica del gato (1943) (argumento) (diálogo)
- Qué hombre tan simpático (1943) (guion)
- Ángela es así (1945) (obra teatral Ángela María)
- Noche de Reyes (1947) (argumento)
- La locura de don Juan (1948) (obra teatral)
- La señorita de Trevélez (1984)[7]